# L'Écho des Savanes
L'Écho des Savanes (franska för 'savannernas eko') är en fransk serietidning, grundad i maj 1972 av Claire Bretécher, Marcel Gotlib och Nikita Mandryka. När tidningen startade var den en av de allra första franska vuxenserietidningarna.
Alla tre tidningsgrundarna hade en bakgrund i Pilote. Till skillnad mot Dargauds veckoutgivna serietidning var L'Écho des Savanes vid starten direkt inriktad mot en vuxen läsekrets, i likhet med pionjärtidningarna Hara-Kiri och Charlie Mensuel. L'Écho des Savanes kom tidigt att präglas av de tre grundarnas samhällssatirer och ocensurerade skämt. Tidningen bytte ägare 1982. Den lades ner för andra gången 2006 men övertogs därefter av Glénat som 2008 återupptog utgivningen.

## Historik

### 1972–1982
Inledningsvis gavs tidningen ut som kvartalstidning och innehöll då i princip enbart de tre grundarnas serier. Från och med nummer 11 ökades utgivningstakten till varannan månad, och från och med nummer 16 gavs tidningen ut månatligen.
| Tidningens medgrundare Claire Bretécher och Marcel Gotlib 1973. |  | Tidningens medgrundare Claire Bretécher och Marcel Gotlib 1973. |
| Tidningens medgrundare Claire Bretécher och Marcel Gotlib 1973. |  |                                                                 |

| Tidningens medgrundare Nikita Mandryka (1973) och bidragsgivaren René Pétillon (2010). |  | Tidningens medgrundare Nikita Mandryka (1973) och bidragsgivaren René Pétillon (2010). |
| Tidningens medgrundare Nikita Mandryka (1973) och bidragsgivaren René Pétillon (2010). |  |                                                                                        |

Tidningen ändrade successivt inriktning, allteftersom flera av tidningens grundare lämnade redaktionen. Både Bretécher och Gotlib flyttade ut efter nummer 11, den senare för att samma år (1975) starta tidningen Fluide Glacial; den tidningen koncentrerade sig på humorserier. Därefter rekryterade ÉdS en ny generation serieskapare, inklusive Jean Solé (även känd från Métal Hurlant), René Pétillon, Francis Masse, Yves Got och Jacques Lob. Amerikanska serier av namn som Robert Crumb och Wallace Wood översattes till franska.
1976 startade man dessutom utgivning av systertidningen L'Écho des Savanes "Spécial USA", med amerikanska serier (inklusive av Richard Corben). Tidningen skulle komma att ha varierande utgivningsfrekvens; den var inledningsvis en kvartalstidning men övergick från och med 1984 till varannanmånadsutgivning. Titeln förkortades 1983 till Spécial USA, och från och med 1986 hette den USA magazine. 1993 års dubbelnummer 68/69 kom att bli tidningens sista.
1977 ledde redaktionella problem (som kretsade kring grundaren Mandryka och det nya serieskaparkollektivet Bazooka) till att tidningen blev alltmer kulturellt pretentiös. Bland nya serietalanger fanns Jean Teulé, Martin Veyron och Philippe Vuillemin, vilket dock inte hindrade att tidningen lades ner januari 1982. Dessförinnan hade Mandryka lämnat ÉdS 1979.
1980–81 hade förlaget även givit ut tidningen Virus i sammanlagt fem nummer. Den här publikationen återtryckte bland annat äldre franska vuxenserier Pravda av Guy Peellaert samt nyare serier av namn som Claeys och Giménez.

### 1982–2006
| Philippe Vuillemin (2018) och Martin Veyron (2016), två av tidningens 1980-talstecknare. |  | Philippe Vuillemin (2018) och Martin Veyron (2016), två av tidningens 1980-talstecknare. |
| Philippe Vuillemin (2018) och Martin Veyron (2016), två av tidningens 1980-talstecknare. |  |                                                                                          |

| Italienarna Tanino Liberatore och Milo Manara (båda fotona 2015), som under 1980-talet bidrog till tidningens stil. |  | Italienarna Tanino Liberatore och Milo Manara (båda fotona 2015), som under 1980-talet bidrog till tidningens stil. |
| Italienarna Tanino Liberatore och Milo Manara (båda fotona 2015), som under 1980-talet bidrog till tidningens stil. |  | |

Efter att utgivaren Éditions du Fromage gått i konkurs 1982, köpte Éditions Albin Michel (grundat år 1900) det som var kvar av förlaget och tidningen. Eftersom ett flertal av tidningens bidragsgivare redan lämnat och skaffat sig uppdrag för andra serieförlag, bestämde sig Albin Michel för att ta in material från ett antal utländska serieskapare, inklusive italienarna Tanino Liberatore och Milo Manara. Samtidigt minskade man mängden seriematerial i tidningen till 40 procent av innehållet, medan man från och med novembernumret 1982 lanserade sig som en vuxentidning med stor andel sexserier och relaterat redaktionellt material.
Tidningens nya inriktning fyllde uppenbarligen en nisch, eftersom den försålda upplaga på mindre än ett år ökade från 120 000 till det dubbla. Albin Michel, som inte hade erfarenhet av den typen av tidningsutgivning, lejde under 1984 ut produktionen av tidningen till den stora tidningsutgivaren Hachette Filipacchi. I augusti 1984 lanserades en veckotidningsversion av tidningen, först marknadsförd som L’Hebdo Écho des savanes, därefter L’Ebdo och till sist Ebdo Cinéma. Veckotidningsutgåvan blev dock en ekonomisk missräkning, och från och med december samma år (nummer 22 i den nya numreringen) var man tillbaka till 1982 års format. Här syntes serieskapare som Baru, Tanino Liberatore, Milo Manara, Frank Margerin, Ptiluc, Alex Varenne och Didier Tronchet. Under 1980-talet syntes också en hel del svartsynta deckarserier av duon Golo och Frank.
L'Écho des Savanes fortsatte utgivningen i ungefär samma format fram till 2006. Den då förlustbringande tidningen lades ner, i december samma år, av dåvarande ägaren Lagardère. ÉdS var då en tidning med 1/3 serier och resten redaktionellt material av ofta sexuell karaktär.

### Från 2008
Därefter förhandlades om en eventuell nystart för tidningen, bland annat med Toulon-baserade Soleil Productions. Slutligen tog serieförlaget Glénat (tidigare med bland annat Circus och Vécu på utgivningsschemat) över utgivningen, och tidningen kom åter ut från och med 27 mars 2008 (nummer 267). Den distribuerade upplagan var inledningsvis 120 000 exemplar. Chefredaktör var då Didier Tronchet, och han har senare lämnat sin plats till Claude Maggiori.

## Stil och kritik
L'Écho des Savanes startade sin verksamhet som en ocensurerad vuxenserietidning som experimenterade och tog ut svängarna i bland annat humorserierna. Under 1970-talets gång började man alltmer marknadsföra sig – åtminstone på omslaget – mot herrtidningsmarknaden. Denna utveckling fortsattes under 1980-talet, när seriematerialet minskade i betydelse och tidningen både utanpå och inuti mer utformades som en herrtidning (inklusive en viss del pornografiskt material).
Efter den kommersiellt framgångsrika relanseringen som en mer renodlad herrtidning (dock med stor andel tecknade serier) 1982, fortsattes utgivningen i samma mönster under de kommande decennierna. Det tecknade humormaterialet har genom åren ofta haft provokativa inslag, snarlikt tidningar som Hustler och Charlie Hebdo. I likhet med dessa har ÉdS från och till varit föremål för rättsprocesser, och tidvis har man varit portad från den schweiziska tidningsmarknaden.

## Utgivning och chefredaktörer (urval)
- 1972–1982 (Éditions du Fromage, #1–#84bis, totalt 87 nummer[18])

- 1982–2006 (Éd. Albin Michel/Hachette Filipacchi, #1–268, 268 nummer[19] + 15 specialnummer[20])
  - Jean-Luc Henning (1984)[21]
  - Fabrice Argelas (2001[22]–)
- 2008– (Glénat)
  - Didier Tronchet (2008)
  - Claude Maggiori (2008[17][23]–)